# Stefan Körner (Kunsthistoriker)
Stefan Körner (* 19. Dezember 1978 in Potsdam) ist ein deutsch-österreichischer Kunsthistoriker, der seit dem 1. Januar 2019 im Vorstand (geschäftsführender Direktor) der Stiftung Fürst-Pückler-Museum Park und Schloss Branitz (SFPM) ist.

## Ausbildung
Stefan Körner studierte an der Freien Universität Berlin und Universität Wien Kunstgeschichte und Publizistik (Studienaufenthalt an der Ca' Foscari Universität Venedig) und schloss mit der Magisterarbeit Die Gärten des Fürsten Alois I. Liechtenstein zwischen Schönheit und Nützlichkeit ab. 2012 wurde er an der Universität Wien mit der Arbeit Nikolaus II. Esterházy und die Kunst. Biographie eines manischen Sammlers promoviert (Wissenschaftspreis des Landes Burgenland).

## Beruf
Er arbeitete als wissenschaftlicher Mitarbeiter im Hofmobiliendepot, Tafel- und Silberkammer und Möbelmuseum Wien, ab 2003 im Liechtenstein Museum „The Princely Collections Vaduz-Wien“.
Ab 2004 war er leitender Kustos der Sammlungen der Fürsten Esterházy und stellvertretender Direktor der Esterházy Privatstiftung: dazu gehören Burg Forchtenstein, Schloss Esterhazy, Schloss Lackenbach, Burg Landsee. Unter Körners Ägide wurden die Sammlungen neu geordnet, die Esterházy-Schatzkammer für das Publikum geöffnet und die Sammlungen in Forchtenstein und Eisenstadt neu aufgestellt; eine internationale Ausstellungsoffensive unter dem Titel „Wiedergeburt des Feenreiches“ zeigte Meisterwerke in Versailles, Monaco, Moskau, London sowie Zagreb und Budapest. In dieser Zeit wurde auch die Sammlung „Esterhazy Contemporary“ aufgebaut; diese sammelt seitdem zeitgenössische Kunst aus Osteuropa.
Körner war Lehrbeauftragter am Institut für Geschichte der Universität Wien und ist Kurator von Ausstellungen.
Von 2012 bis 2019 baute Körner für das internationale Auktionshaus Grisebach eine neue Sparte auf und implementierte sie als Cross-Over-Sparte am Kunstmarkt. Er entdeckte verschollene Kunstwerke wieder.
2019 berief ihn Brandenburgs Kulturministerin Martina Münch zum Vorstand und Direktor der Stiftung Fürst-Pückler-Museum, die das Erbe des Fürsten Fürsten Hermann Pückler-Muskau, darunter den Branitzer Park betreut. In seiner Amtszeit beschlossen der Deutsche Bundestag und das Land Brandenburg die Anlagen zusätzlich mit 25 Millionen Euro zu fördern und mit weiteren 5 Millionen Euro den Ausbau der Branitzer Baumuniversität als Kompetenzzentrum für historische Gärten im Klimawandel zu finanzieren, damit sich der kulturelle Leuchtturm Branitz aktiv in den Strukturwandel der Lausitz einzubringen kann.

## Gremien- und sonstige Mitgliedschaften
- Vorstand Berliner-Dom-Stiftung
- Kuratorium Cornelsen Kulturstiftung
- Kuratorium Kythera Kultur-Stiftung Düsseldorf
- Kuratorium Freunde der Preußischen Schlösser und Gärten
- Vorstand Schlösser und Gärten Deutschland e.V.

## Veröffentlichungen (Auswahl)
- mit Johann Kräftner, Andrea Stockhammer: Die Sammlungen, Ausstellungskatalog, München/Berlin/London/New York 2004.
- Die Gärten des Fürsten Aloys von Liechtenstein. Gartenkunst in gesellschaftlichen Umbruchszeiten. In: Jahrbuch des Historischen Vereins für das Fürstentum Liechtenstein, Bd. 104 (2005), S. 85–136 (Online)
- Une ambition royale. Le mobilier d‘argent. In: Beatrix Saulle (Hg.): Quand Versailles était meublé d‘argent, Ausstellungskatalog, Paris 2007, S. 168–185.
- (Hg.): Fürstliches Halali. Jagd am Hofe Esterházy, München/London/New York 2008.
- mit Boris Manner (Hg.): Parasite Paradise. Interventionen zeitgenössischer Kunst auf Burg Forchtenstein, Ausstellungskatalog, Wien 2008.
- Burg Forchtenstein. Tresor der Fürsten Esterházy, Wien 2009.
- mit Christoph Wagner: Das Esterházy-Kochbuch. Pannonische Köstlichkeiten für fürstliche Weine, Innsbruck 2009
- „Evviva il nostro Prince, che il mondo fa stupir!“. Fürst Nikolaus I. Esterházy als Botschafter zur Krönung Josephs II. 1764. Feste und Kunst zur Standeserhöhung. In: Jahrbuch des Kunsthistorischen Museums Wien, 2010, S. 70–105.
- Prince Nikolaus II Esterházy (1765–1833). Art and Collecting, or How to Win Royal Status. In: Catherine Arminijon (Hg.): The Magnificence and Grandeur of the Courts of Europe, Ausstellungskatalog, Monaco/Paris 2011, S. 295–307.
- Ein Feenreich für den Kaiser. Die Krönungsbotschaft von Fürst Nikolaus I. Esterházy, Petersberg 2011.
- Fürst Nikolaus II. Esterházy. Il Magnifico, Petersberg 2012.
- I. Esterházy Miklós követsége az 1764-es koronázáson: szertartásrend, ünnepségek, művásárlások, Festschrift für Ferenc David, hg. von der Akademie der Wissenschaften Budapest, 2012.
- Nikolaus II. Esterházy und die Kunst. Biografie eines manischen Sammlers, Wien/Köln/Weimar 2013 (Online )
- Die Geschichte der Sammlung von Kurt Rohde und Frieda Hinze. Die letzte bedeutende Kunstsammlung aus Berlins goldener Zeit des Kunsthandels, mit einem Vorwort von Bénédicte Savoy, Berlin 2015.
- Esterházy II. Miklós. Szület.s.snek 250. Evfordulója Alkalmából, hg. vom Museum of Fine Arts Budapest, Budapest 2015.
- mit Sylvia Ferino-Pagden: La nuova Roma. In: Franco Maria Ricci, Massimo Listri (Hg.): Mantova utopia classica. Mailand 2017, S. 49–74.